# Danelectro Longhorn
La Danelectro Longhorn 4623 es un modelo de guitarra y bajo eléctricos, parecidos en 1958 y perteneciente a la compañía del mismo nombre. Al igual que la guitarra Danelectro Shorthorn, el Longhorn es uno de los modelos más icónicos de la compañía Daneletro, por su particular diseño.
La guitarra Danelectro se hizo popular por su sólida construcción de madera de álamo. Estas guitarras también se hicieron un nombre con sus pastillas. Estaban equipadas con una o dos pastillas, que estaban ocultas debajo de un golpeador de melamina horneado. Como otras guitarras tenían pastillas paralelas, la combinación de dos pastillas hacía que la guitarra vintage Danelectro fuera muy deseada.

## Usuarios que la han utilizado
- Link Wray la utilizó en su canción «Rumble»[2]
- JJ Cale
- John Entwistle
- Duane Eddy
- Melissa Etheridge
- Jack Bruce
- Jimmie Vaughan
- Victoria De Angelis